# Igreja de Santa Maria do Castelo (Abrantes)
A Igreja de Santa Maria do Castelo ou Igreja Paroquial do Castelo situa-se em Abrantes, na antiga freguesia de São João, atualmente União das Freguesias de Abrantes (São Vicente e São João) e Alferrarede). Implantada dentro do Castelo de Abrantes, presume-se ter sido mandada construir por D. Afonso II em 1215. Em 1429 foi destruída por um sismo e reconstruída entre 1433 e 1451 por ordem do alcaide-mor de Abrantes, D. Diogo Fernandes de Almeida.
Em 16 de junho de 1910 foi classificada como Monumento Nacional.
Desafetada ao culto em 1834, a igreja alberga o Museu D. Lopo de Almeida, fundado em 1931 e que conta com diversas coleções museológicas, destacando-se a escultura tumulária do gótico flamejante e do século XVI.
Composta por uma só nave, o corpo da igreja é coberto por teto de madeira. Panteão funerário da família dos Almeidas, alberga os restos mortais do refundador da igreja, D. Diogo Fernandes de Almeida, de D. Lopo de Almeida, primeiro Conde de Abrantes, assim como o túmulo do segundo Conde de Abrantes, D. João de Almeida,  D. António de Almeida e do primeiro Marquês de Abrantes, D. Rodrigo Anes de Almeida Meneses, membro fundador da Real Academia Portuguesa de História.
Em 2019, durante as obras de restauro da Igreja, surgiu uma surpresa: por baixo de um painel de azulejos na capela-mor, foram encontrados vários frescos. 

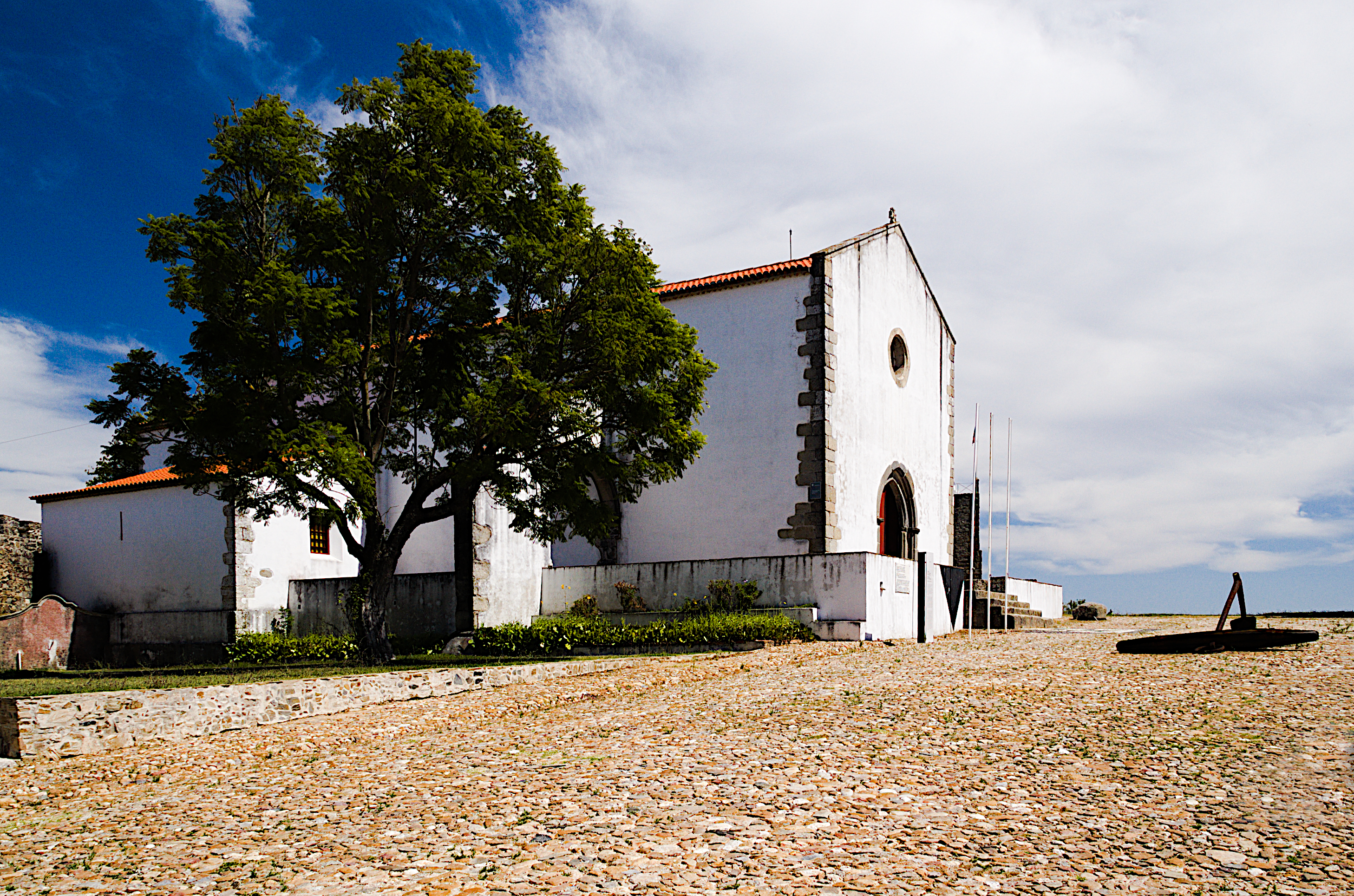
Vista lateral